# 米德韋 (阿肯色州懷特縣鄰近鮑爾德諾布)
米德韋（英語：Midway）是位於美國阿肯色州懷特縣的一個非建制地區。該地的面積和人口皆未知。

## 地理
米德韋的座標為35°17′34″N 91°36′28″W / 35.29278°N 91.60778°W，而該地的平均海拔高度為78米（即256英尺）。